# Chris Amon
Christopher Arthur Amon (Bulls, 1943. július 20. – Rotorua, 2016. augusztus 3.) új-zélandi autóversenyző, volt Formula–1-es pilóta, az 1966-os Le Mans-i 24 órás verseny győztese. Amon több híres csapatnál is versenyzett a Formula–1-ben (Ferrari, March, Matra), korának egyik leggyorsabb és legbalszerencsésebb versenyzője volt. A világbajnoki futamot nem nyert versenyzők közül a legtöbbször indult pole-pozícióból (öt alkalommal), és ő haladt a legtöbbet a vezető pozícióban (850 kilométeren). Mario Andretti az 1970-es években egyszer ezt mondta róla: „Ha Chris Amon temetkezési vállalkozó lenne, az emberek nem halnának meg többé“. A Brit Birodalom Rendjének kitüntetettje (MBE). 

## Pályafutása
Amon először 1963-ban indult a Formula–1-ben, a belga nagydíjon, Reg Parnell Racing Lola-Climax autójában. 1965-ig 15 további bajnoki versenyen indult a csapattal, ebből 11-szer egy Lotusszal.
Az 1966-os évadban egy versenyen indult Cooperrel, majd a következő évtől a Ferrari versenyzője lett. Lorenzo Bandini és Ludovico Scarfiotti halála, valamint Mike Parkes súlyos sérülése után a csapat első számú versenyzője lett. 1968-ban három egymást követő versenyén az első helyről indult, de technikai problémák miatt összesen 1 pontot szerzett ezeken. Amon számos alkalommal a dobogón végzett, az 1968-as brit nagydíjon pedig csak kevéssel ért célba a győztes Jo Siffert mögött. Ferraris éveiben összesen hatszor állhatott dobogóra.

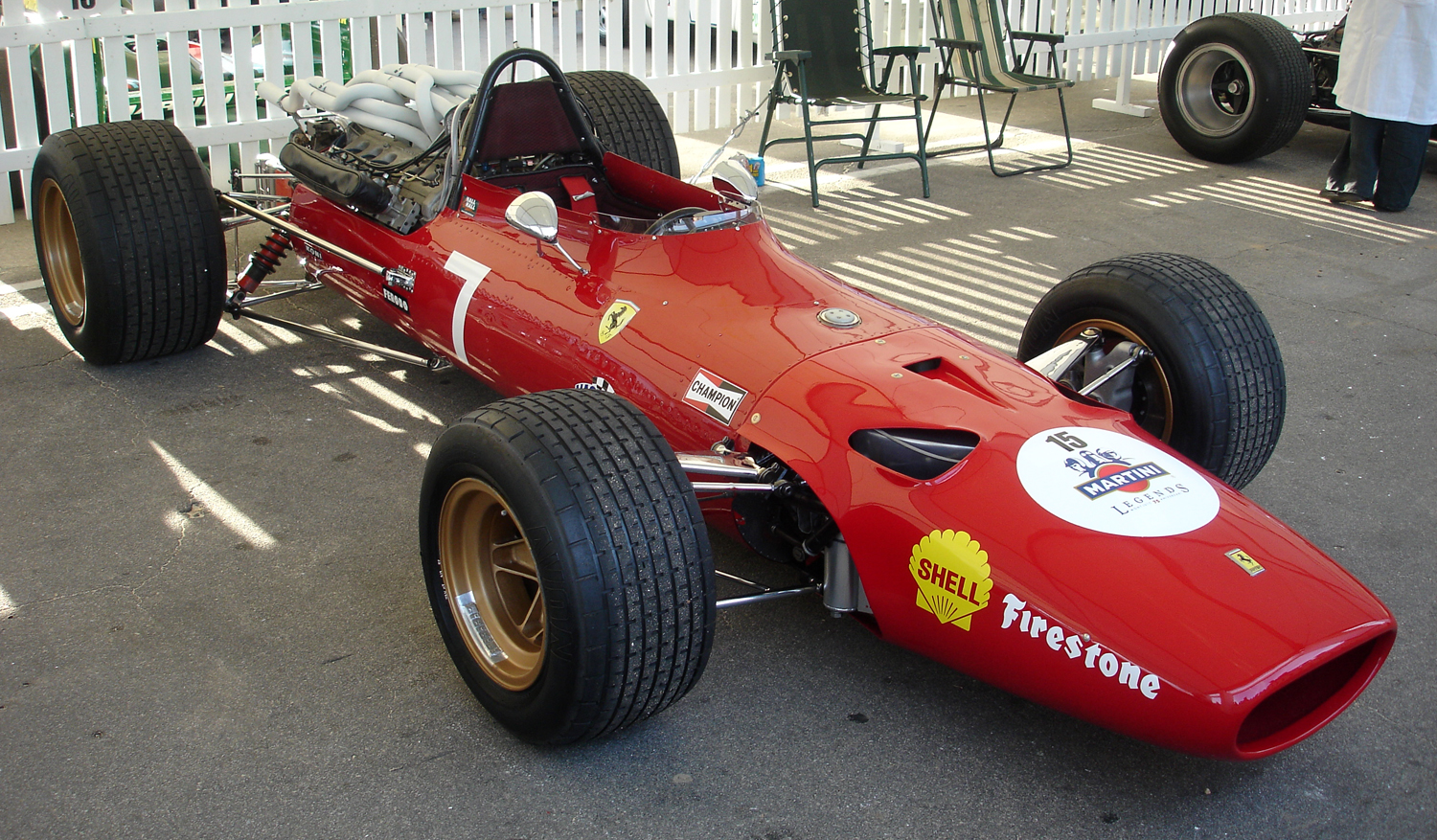
Ferrari 312-es

A sportautó-bajnokságban számos sikert ért el. 1966-ban győzött Le Mans-ban egy Ford GT40-essel, Bruce McLaren csapattársaként. 1967-ben, ezúttal Ferrarival, megnyerte a Daytonai 24 órás autóversenyt és a Monzai 1000 km-es versenyt.
1970-ben az első évét teljesítő March csapattal indult, ebben az évben szerezte a legtöbb pontot a Formula–1-ben. Kétszer intették le másodiknak, összesen 23 pontot szerzett.
1971-ben a francia Matra csapathoz szerződött, amellyel Jackie Stewart 1969-ben világbajnok lett. Bár az év elején győzött a nem világbajnoki argentin nagydíjon, majd harmadik lett a spanyol nagydíjon, a szezon további részében nem volt sikeres. A Nürburgringen balesetet szenvedett, emiatt ki kellett hagynia a következő osztrák nagydíjat. Monzában az első helyről indult, majd rossz rajtja ellenére visszatért az élmezőnybe. Úgy tűnt, megnyeri a versenyt, de sisakrostélya leesett, így egy nagy baleset elkerülése végett lassított. A többi versenyző így megelőzte, végül hatodik helyével 1 pontot szerzett.

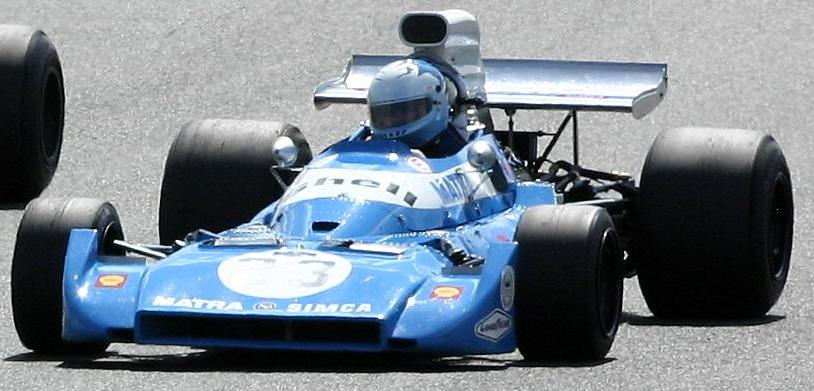
1972-es Matra MS120D

1972-ben rendszeres pontszerző volt, de csak egyszer állt dobogóra a francia nagydíjon, ahol ötödször és utoljára indult karrierje során az első rajthelyről. Az új-zélandi vezette a versenyt, amikor defekt miatt ki kellett állnia a boxba. Ezután a harmadik helyig küzdötte fel magát, eközben megfutotta a pályacsúcsot. Az év végén a Matra visszavonult a sportágból. Ekkor úgy tűnt, Amon visszatér a March-hoz, de helyét végül Jean-Pierre Jarier kapta meg.
1973-ban így az első évadát teljesítő Tecno autójával indult, belgiumi hatodik helye ellenére azonban elégedetlen volt az autóval és idő előtt elhagyta a csapatot. Az utolsó két versenyen a Tyrrell biztosított neki egy autót, de nem szerzett pontot. Watkins Glenben Stewarttal együtt visszaléptek a verseny előtt François Cevert halálos balesete miatt.
1974-ben a saját maga által alapított Amon csapattal versenyzett. Az autó, amelyet Gordon Fowell tervezett meg, csak a spanyol nagydíjra készült el. Amon fékprobléma miatt nem tudta befejezni a versenyt. A csapat további munka után Monacóban jelent meg újra, Amon technikai probléma miatt nem tudott elindulni a versenyen. További problémák miatt Amon legközelebb csak az olasz nagydíjon vett részt, de ott nem tudta magát kvalifikálni a versenyre. A csapat pályafutása ekkor pénzügyi problémák miatt befejeződött. Az év utolsó két futamán a BRM-mel indult, pontot nem szerzett.

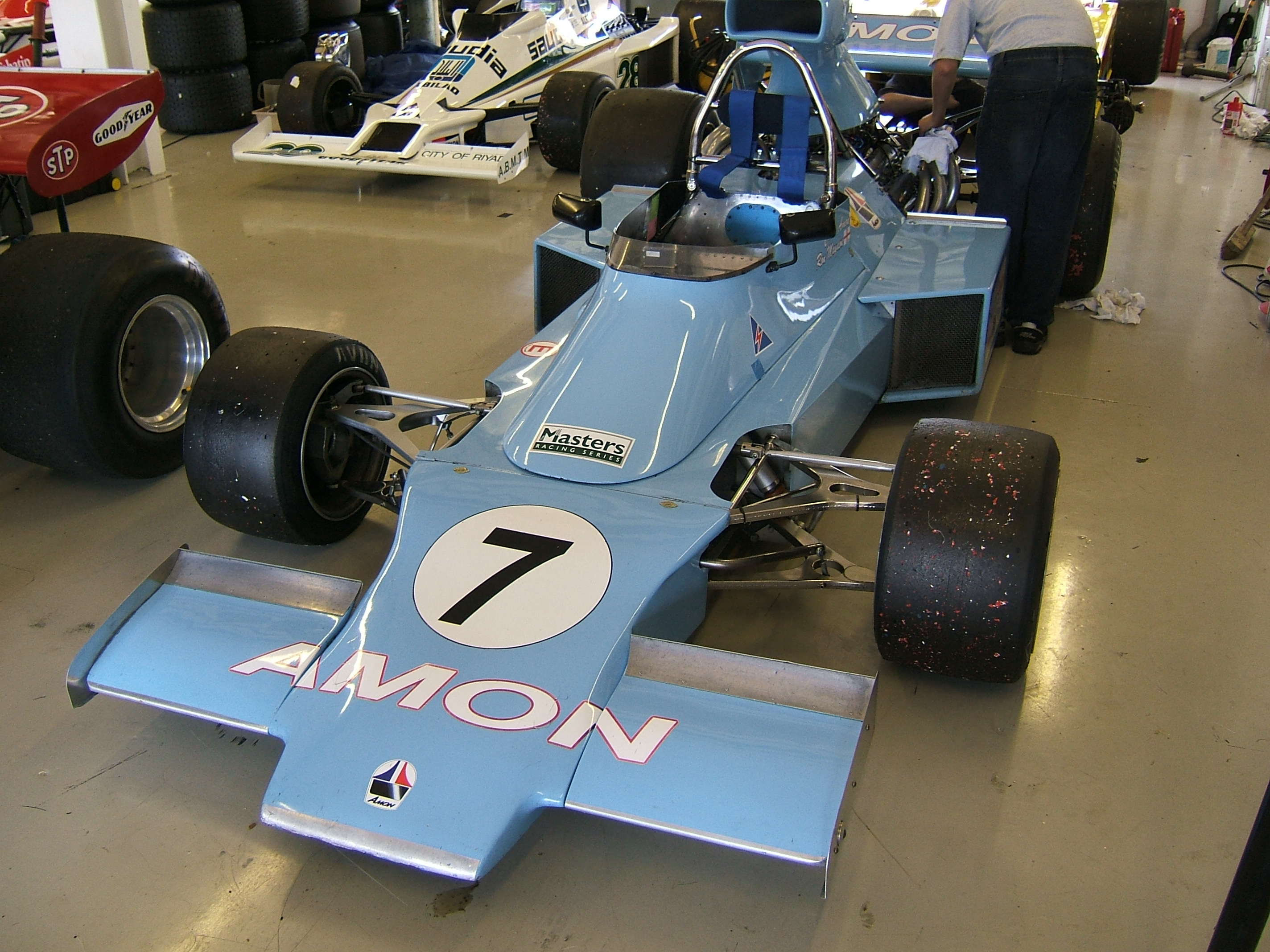
Amon F101-es

1975-ben győzött egy versenyen a Tasman Seriesben, Formula–1-es pályafutása pedig úgy tűnt, befejeződött. Ekkor azonban találkozott Morris Nunn-nal, majd két versenyen indult is csapatával, az Ensign-nal.
Amon az 1976-os évet is a csapatnál töltötte. Spanyolországban az ötödik lett, Svédországban pedig meglepetésre a harmadik helyről indult. A versenyen úgy tűnt, megszerezheti a harmadik helyet a két Tyrrell mögött, de 38. kör után a felfüggesztés meghibásodott és kiesett. A Nürburgringen Niki Lauda hírhedt balesetének hatására nem volt hajlandó elindulni az új rajtnál, Nunn emiatt elbocsátotta a csapatból. Amon bejelentette visszavonulását, és visszatért Új-Zélandra. Ennek ellenére az év végén Walter Wolfnak sikerült rábeszélnie, hogy versenyezzen csapatánál. A biztató időeredmények után Kanadában a versenyre készült, amikor nagy balesetet szenvedett, de szerencsére nem sérült meg. Ezután sem a kanadai, sem az amerikai nagydíjon nem indult.
Amon ezután visszautasított egy egész éves szerződést 1977-re, bár részt vett a CanAm szériában egy Wolf-Dallarával. Mindössze 1 verseny után visszalépett, mivel azt mondta, már nem élvezi a versenyzést. Helyére az akkor még ismeretlen kanadai Gilles Villeneuve került, akit Amon egy évvel később Enzo Ferrarinak ajánlott versenyzőnek csapatába.

## Teljes Formula–1-es eredménysorozata
(Táblázat értelmezése)

(Félkövér: pole-pozícióból indult; dőlt: leggyorsabb kört futott) 

| Év   | Csapat                    | 1      | 2      | 3      | 4      | 5      | 6      | 7      | 8      | 9      | 10     | 11     | 12     | 13     | 14     | 15     | 16  | Helyezés | Pont |
| ---- | ------------------------- | ------ | ------ | ------ | ------ | ------ | ------ | ------ | ------ | ------ | ------ | ------ | ------ | ------ | ------ | ------ | --- | -------- | ---- |
| 1963 | Reg Parnell (Lola, Lotus) | MON NI | BEL Ki | NED Ki | FRA 7  | GBR 7  | GER Ki | ITA NI | USA    | MEX Ki | RSA    |        |        |        |        |        |     | -        | 0    |
| 1964 | Reg Parnell (Lotus)       | MON NK | NED 5  | BEL Ki | FRA 10 | GBR Ki | GER Ki | AUT Ki | ITA    | USA Ki | MEX Ki |        |        |        |        |        |     | 16.      | 2    |
| 1965 | Reg Parnell (Lotus)       | RSA    | MON    | BEL    | FRA Ki |        |        | GER Ki | ITA    | USA    | MEX    |        |        |        |        |        |     | -        | 0    |
| 1965 | Ian Raby (Brabham)        |        |        |        |        | GBR NI | NED    |        |        |        |        |        |        |        |        |        |     | -        | 0    |
| 1966 | Cooper                    | MON    | BEL    | FRA 8  | GBR    | NED    | GER    |        |        |        |        |        |        |        |        |        |     | -        | 0    |
| 1966 | Privát Brabham            |        |        |        |        |        |        | ITA NK | USA    | MEX    |        |        |        |        |        |        |     | -        | 0    |
| 1967 | Ferrari                   | RSA    | MON 3  | NED 4  | BEL 3  | FRA Ki | GBR 3  | GER 3  | CAN 6  | ITA 7  | USA Ki | MEX 9  |        |        |        |        |     | 4.       | 20   |
| 1968 | Ferrari                   | RSA 4  | ESP Ki | MON    | BEL Ki | NED 6  | FRA 10 | GBR 2  | GER Ki | ITA Ki | CAN Ki | USA Ki | MEX Ki |        |        |        |     | 10.      | 10   |
| 1969 | Ferrari                   | RSA Ki | ESP Ki | MON Ki | NED 3  | FRA Ki | GBR Ki | GER    | ITA    | CAN    | USA    | MEX    |        |        |        |        |     | 12.      | 4    |
| 1970 | March                     | RSA Ki | ESP Ki | MON Ki | BEL 2  | NED Ki | FRA 2  | GBR 5  | GER Ki | AUT 8  | ITA 7  | CAN 3  | USA 5  | MEX 4  |        |        |     | 8.       | 23   |
| 1971 | Matra                     | RSA 5  | ESP 3  | MON Ki | NED Ki | FRA 5  | GBR Ki | GER Ki | AUT    | ITA 6  | CAN 10 | USA 12 |        |        |        |        |     | 11.      | 9    |
| 1972 | Matra                     | ARG NI | RSA 15 | ESP Ki | MON 6  | BEL 6  | FRA 3  | GBR 4  | GER 15 | AUT 5  | ITA Ki | CAN 6  | USA 15 |        |        |        |     | 10.      | 12   |
| 1973 | Martini (Tecno)           | ARG    | BRA    | RSA    | ESP    | BEL 6  | MON Ki | SWE    | FRA    | GBR Ki | NED Ki | GER    | AUT NI | ITA    |        |        |     | 21.      | 1    |
| 1973 | Tyrrell                   |        |        |        |        |        |        |        |        |        |        |        |        |        | CAN 10 | USA NI |     | 21.      | 1    |
| 1974 | Amon                      | ARG    | BRA    | RSA    | ESP Ki | BEL    | MON NI | SWE    | NED    | FRA    | GBR    | GER NK | AUT    | ITA NK |        |        |     | -        | 0    |
| 1974 | BRM                       |        |        |        |        |        |        |        |        |        |        |        |        |        | CAN -  | USA 9  |     | -        | 0    |
| 1975 | Ensign                    | ARG    | BRA    | RSA    | ESP    | MON    | BEL    | SWE    | NED    | FRA    | GBR    | GER    | AUT 12 | ITA 12 | USA    |        |     | -        | 0    |
| 1976 | Ensign                    | BRA    | RSA 14 | USW 8  | ESP 5  | BEL Ki | MON 13 | SWE Ki | FRA    | GBR Ki | GER Ki | AUT    | NED    | ITA    |        |        |     | 18.      | 2    |
| 1976 | Wolf                      |        |        |        |        |        |        |        |        |        |        |        |        |        | CAN NI | USA    | JPN | 18.      | 2    |